# Your Mother Should Know
«Your Mother Should Know» es una canción de The Beatles publicada en el álbum Magical Mystery Tour de 1967.
La canción fue escrita principalmente por Paul McCartney. McCartney ha dicho que la escribió para apoyar un número que aparecía en la película Magical Mystery Tour, donde los integrantes de la banda están con trajes blancos bajando una gran escalera. En sus trajes, John Lennon, George Harrison y Ringo Starr llevaban unos claveles rojos, mientras que el clavel de McCartney era negro. El detalle del clavel ha contribuido a la famosa leyenda urbana "Paul está muerto".

## Créditos
Según Ian MacDonald:
- Paul Mccartney: voz, Piano (Steinway Hamburg Baby Grand) y bajo (Rickenbacker 4001s).
- John Lennon: voces, y órgano (Hammond RT-3).
- George Harrison: voces y guitarra (Fender Stratocaster "Rocky").
- Ringo Starr: batería (Ludwig Super Classic) y pandereta.